# 도그스타
도그스타(Dogstar)는 1990년대 중반에서 2000년대 초반까지 활동한 얼터너티브 록 그룹이다. 1996년 Zwemdokrock Festival(벨기에 루멘)과 1999년 글래스톤베리 페스티벌(영국)에서 공연했다. 한 장의 EP와 두 장의 앨범을 발표했다.